# Gouvernement de la République française
Cet article concerne le gouvernement sous la Cinquième République. Pour les autres régimes, voir Histoire constitutionnelle de la France. Pour les différents gouvernements français, voir Liste des gouvernements de la France.
Le Gouvernement de la République française est l'organe exécutif bicéphale (compétence partagée entre le chef d'État et le gouvernement lui-même) de la République française. Organe collégial hiérarchisé, il détermine et conduit la politique de la France.  Il regroupe l'ensemble des ministères pour la conduite des affaires nationales et dispose de l'administration et de la force armée.
Il est dirigé par le Premier ministre français , qui nomme conjointement les autres membres du gouvernement avec le président de la République et sont placés sous sa conduite politique, qui traite les fonctions et les attributions constitutionnelles du Gouvernement.
L'actuel Premier ministre est François Bayrou, entré en fonction le 13 décembre 2024.

## Rôle
Il revient au Gouvernement de « déterminer et conduire la politique de la Nation », suivant l'article 20 de la Constitution de 1958.
Le Gouvernement dispose des prérogatives essentielles mais aussi des compétences extraordinaires. Il veille au bon fonctionnement et à la continuité des services publics, il dispose des prérogatives du déroulement de la procédure parlementaire, il peut recevoir les avis du Conseil économique, social et environnemental pour les projets de lois de réforme économique.

Le Gouvernement parmi les institutions de la Ve République.

### Préparation des lois

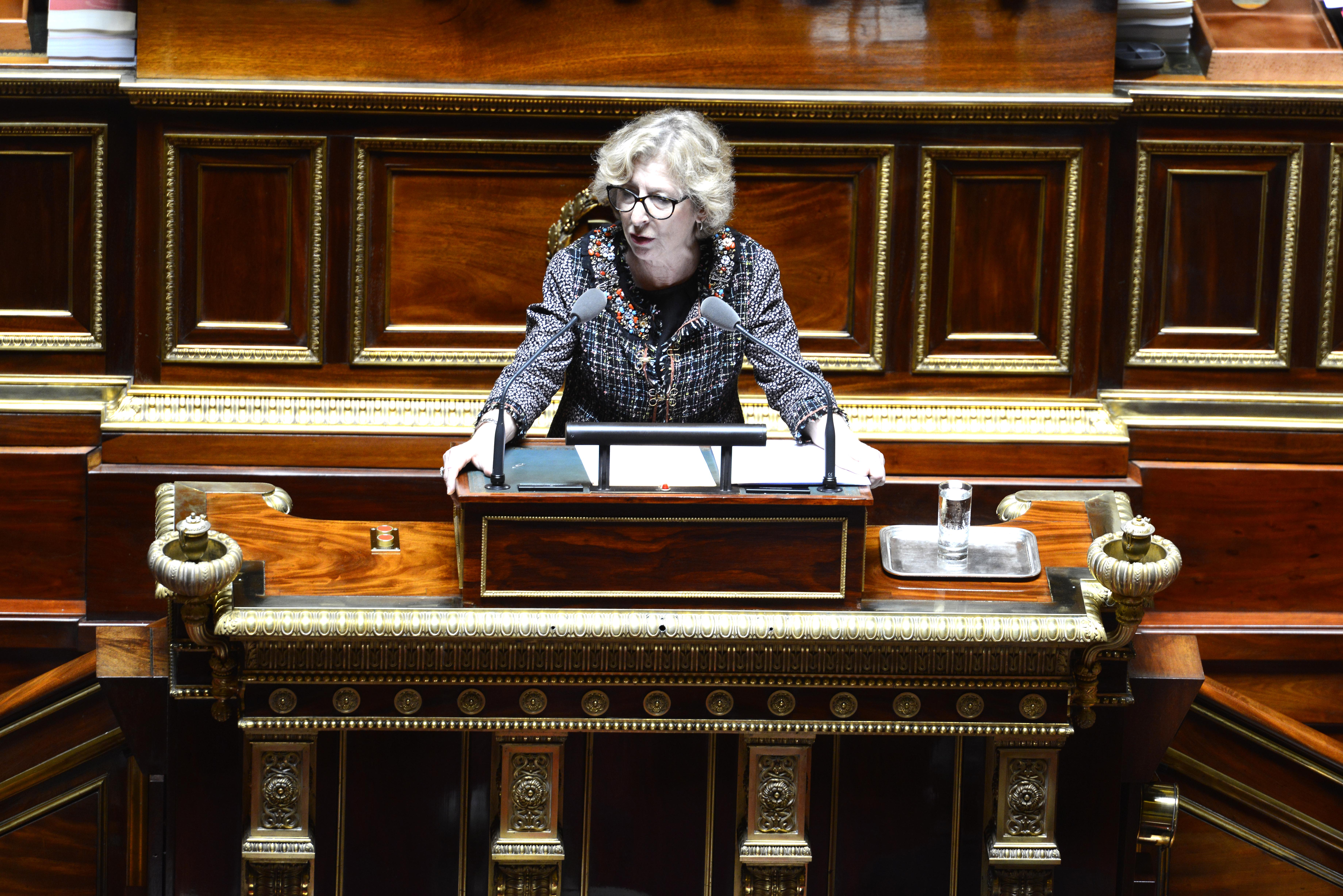
La ministre chargée de l'Enseignement supérieur, Geneviève Fioraso, présente le projet de loi relative à l'enseignement supérieur et à la recherche au Sénat, le 19 juin 2013.

Les lois sont discutées, modifiées et votées par le Parlement (Assemblée nationale et Sénat). Toutefois, le Gouvernement peut proposer des textes (qui sont alors des « projets de lois ») et proposer des amendements au cours de la discussion. Certaines lois sont obligatoirement d’origine gouvernementale, comme les lois de finances.

### Pouvoir réglementaire et direction de l'administration
L'article 20 de la Constitution prévoit que l'action du Gouvernement s'appuie sur deux forces d'exécution : la force armée (et non l'armée, prérogative réservée au président de la République) et l'administration publique, dont il oriente l'action dans le sens de sa politique.
Le Premier ministre exerce le pouvoir réglementaire (c'est-à-dire les normes juridiques qui ne sont pas du domaine de la loi) et signe les décrets.

### Relations avec le Parlement

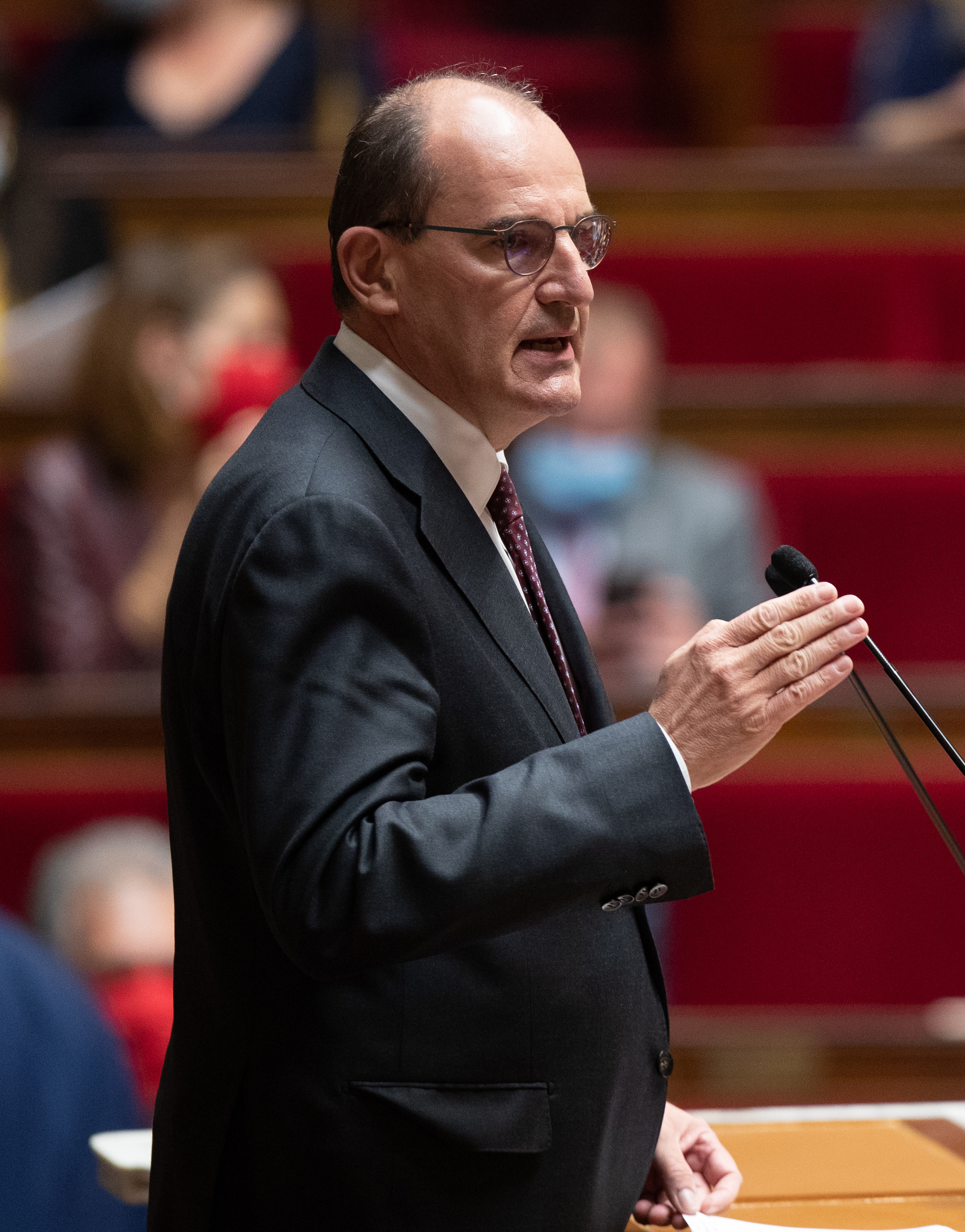
Jean Castex, Premier ministre, lors de la déclaration de politique générale le 15 juillet 2020 à l'Assemblée nationale.

Le Gouvernement est responsable devant le Parlement. En particulier, le Gouvernement peut engager sa responsabilité devant l’Assemblée nationale, et l’Assemblée nationale peut révoquer le Gouvernement avec une « motion de censure ».
Lors d’une intervention armée, le Gouvernement doit en informer le Parlement, et lui soumettre l’autorisation, pour un conflit durant plus de quatre mois.
Le Premier ministre peut rajouter des jours supplémentaires de séance, ou réunir le Parlement en session extraordinaire.

## Organisation

### Conseil des ministres
Le président de la République préside le Conseil des ministres.
Certains actes sont obligatoirement signés en Conseil des ministres, comme les ordonnances, certains décrets, certaines nominations, la déclaration de l'état de siège ou de l'état d’urgence.
Le Conseil de défense et de sécurité nationale et le Conseil de défense écologique sont des formations restreintes du Conseil des ministres.

### Autres conseils ou comités
D’autres conseils réunissant des membres du Gouvernement existent en parallèle du Conseil des ministres. Depuis les années 1960, les réunions restreintes sont appelées « conseils » lorsqu’elles sont présidées par le président de la République et « comités » lorsqu’elles sont présidées par le Premier ministre, sauf le Conseil de cabinet.
Le cœur du dispositif de coordination est situé à Matignon dans le cadre de réunions de ministres, de comités interministériels, et de réunions interministérielles. À titre d’illustration, pour l’année 2006, 24 comités interministériels, 20 réunions de ministres et 1 635 réunions interministérielles.
Certains premiers ministres ont signé des circulaires sur l’organisation du travail interministériel,,.

#### Le Conseil de cabinet
Le Premier ministre peut présider lui-même une réunion de l’ensemble des membres du Gouvernement, appelée un Conseil de cabinet est tenue à l’hôtel Matignon, sa résidence officielle.
Les réunions de ce genre étaient fréquentes pendant les Troisième et Quatrième Républiques, et encore pendant le gouvernement de Michel Debré, qui en présida douze entre 1959 et 1962. Toutefois, Charles de Gaulle, qui n’acceptait pas que le Gouvernement pût agir autrement que sous sa direction, ordonna qu’elles restassent exceptionnelles, et cette restriction devint coutumière sous la Cinquième République ; Georges Pompidou, lorsqu’il était Premier ministre, devait inviter les ministres à déjeuner lorsqu’il voulait les rencontrer tous hors la présence du président de la République. De Gaulle lui-même avait pourtant convoqué de nombreux Conseils de cabinet pendant son ministère de transition en 1958, au point que le président René Coty présidait des Conseils des ministres formels d’à peine trente minutes.
La convocation d’un Conseil de cabinet révèle généralement une crise ou au moins une tension entre le Gouvernement et le président de la République. Les Conseils de cabinet, bien que n’étant pas toujours officiellement présentés comme tels, ont été fréquents pendant les cohabitations, les Premiers ministres considérant que certaines décisions devaient être prises par eux-mêmes avant d’être formellement acceptées par le président en Conseil des ministres. Ils sont également réapparus avant l’élection présidentielle de 1969, lorsque le centriste Alain Poher exerçait l’intérim de la présidence de la République ; quatre Conseils de cabinet furent convoqués par le Premier ministre Maurice Couve de Murville, gaulliste comme la plupart des ministres.

#### Les comités interministériels
Les comités interministériels réunissent plusieurs membres du Gouvernement.
Les comités interministériels ont été créés pendant la Première Guerre mondiale, alors que l’autorité du chef de gouvernement était temporairement renforcée.
Certains de ces comités ont été créés par un acte réglementaire sur des sujets transverses, et siègent régulièrement : 
- Comité interministériel de l'aide aux victimes[10] ;
- Comité interministériel d'aménagement et de développement du territoire[11] ;
- Comité interministériel de la coopération internationale et du développement[12] ;
- Comité interministériel pour le développement durable[13] ;
- Comité interministériel sur l'Europe[14] ;
- Comité interministériel du handicap[15] ;
- Comité interministériel de la jeunesse[16] ;
- Comité interministériel de contrôle de l'immigration[17] ;
- Comité interministériel de lutte contre le racisme, l'antisémitisme et la haine envers les personnes lesbiennes, gays, bi et trans[18] ;
- Comité interministériel de la mer[19] ;
- Comité interministériel de prévention de la délinquance et de la radicalisation[20] ;
- Comité interministériel du renseignement entre 1959 et 2010 ;
- Comité interministériel des réseaux internationaux de l'État[21] ;
- Comité interministériel de la transformation publique[22] ;
- Comité interministériel de la sécurité routière[23] ;
- Comité interministériel des villes[24].

#### Réunions interministérielles
Les réunions interministérielles rassemblent, sous l’autorité d’un membre du cabinet du Premier ministre, les représentants des différents ministères concernés ainsi qu’un représentant du secrétariat général du Gouvernement. Elles mobilisent de plus fortement les administrations. 

## Nomination et démission du Gouvernement
Le président de la République nomme le Premier ministre. Sur la proposition du Premier ministre, il nomme les autres membres du Gouvernement et met fin à leurs fonctions. Les ministres sont désignés en fonction des administrations qu'ils sont amenés à diriger, les ministères, leur regroupement et leur nom pouvant varier d'un gouvernement à un autre. Leur nombre est variable en fonction des gouvernements et des besoins (exemple : ministère du Temps libre) et des ministères créés. Toutefois, seul le ministre de la Justice (garde des Sceaux) est prévu par la Constitution française comme vice-président du Conseil supérieur de la magistrature (CSM).
Selon la Constitution, le président de la République met fin aux fonctions du Premier ministre sur la présentation par celui-ci de la démission de son gouvernement. Un seul cas de démission est obligatoire : celui où l'Assemblée nationale adopte une motion de censure ou lorsqu'elle désapprouve le programme ou une déclaration de politique générale du Gouvernement.
Habituellement, le Gouvernement démissionne après une élection présidentielle et des élections législatives. Après une démission, il est possible d’opérer un large remaniement ministériel sans pour autant changer de Premier ministre.
Lorsqu’il est mis fin aux fonctions du Gouvernement, celui-ci gère les affaires courantes jusqu’à la nomination du Gouvernement suivant.
La Constitution du 4 octobre 1958 ne comporte pas de disposition analogue à celle qui figurait, sous le Directoire, à l'article 150 de la Constitution du 5 fructidor an III (22 août 1795) puis, sous la IIe République, à l'article 66 de la Constitution du 4 novembre 1848, articles qui renvoyaient à la loi la fixation tant du nombre des ministres que de leurs attributions respectives. De plus, après la Libération, la Ire Assemblée nationale constituante de la IVe République abrogea, par l'article 2 de la loi no 45-01 du 24 novembre 1945, l'article 8 de la loi du 20 juin 1920 par lequel le Parlement de la IIIe République s'était réservé tant « la création des ministères […] ou sous-secrétariats d'État » que « les transferts d’attributions d'un département ministériel à un autre ». Il en résulte que « la répartition des attributions entre les membres du Gouvernement relève du pouvoir réglementaire »,,. En vertu du décret no 59-178 du 22 janvier 1959, les attributions des ministres sont fixées par décrets délibérés en Conseil des ministres, après avis du Conseil d'État,.

## Membres du Gouvernement

### Composition
| Présidence          | Gouvernement          | Ministres hors le Premier (dont ministres d’État) | Autres (dont ministres auprès d'un ministre, ministres délégués, secrétaires d’État, hauts commissaires) | Total | Parité (% femmes) |
| ------------------- | --------------------- | ------------------------------------------------- | --- | ----- | ----------------- |
| Nicolas Sarkozy     | François Fillon (1)   | 15 (1)                                            | 5 (0+0+4+1)                                                                                              | 21    | 33 %              |
| Nicolas Sarkozy     | François Fillon (2)   | 15 (1)                                            | 16 (0+0+15+1)                                                                                            | 32    | 34 %              |
| Nicolas Sarkozy     | François Fillon (3)   | 15 (2)                                            | 15 (7+0+8+0)                                                                                             | 31    | 35 %              |
| François Hollande   | Jean-Marc Ayrault (1) | 18 (0)                                            | 16 (0+16+0+0)                                                                                            | 35    | 48 %              |
| François Hollande   | Jean-Marc Ayrault (2) | 20 (0)                                            | 18 (0+18+0+0)                                                                                            | 39    | 46 %              |
| François Hollande   | Manuel Valls (1)      | 16 (0)                                            | 14 (0+0+14+0)                                                                                            | 31    | 48 %              |
| François Hollande   | Manuel Valls (2)      | 16 (0)                                            | 17 (0+0+17+0)                                                                                            | 34    | 47 %              |
| François Hollande   | Bernard Cazeneuve     | 17 (0)                                            | 20 (0+0+20+0)                                                                                            | 38    | 47 %              |
| Emmanuel Macron (1) | Édouard Philippe (1)  | 16 (3)                                            | 6 (2+0+4+0)                                                                                              | 23    | 47 %              |
| Emmanuel Macron (1) | Édouard Philippe (2)  | 16 (2)                                            | 12 (3+0+9+0)                                                                                             | 29    | 51 %              |
| Emmanuel Macron (1) | Jean Castex           | 16 (0)                                            | 26 (0+14+12+0)                                                                                           | 43    | 51 %              |
| Emmanuel Macron (2) | Élisabeth Borne       | 17 (0)                                            | 25 (0+15+10+0)                                                                                           | 42    | 48 %              |
| Emmanuel Macron (2) | Gabriel Attal         | 13 (0)                                            | 21 (0+16+5+0)                                                                                            | 34    | 53 %              |
| Emmanuel Macron (2) | Michel Barnier        | 17 (0)                                            | 24 (2+17+5)                                                                                              | 41    | 51 %              |
| Emmanuel Macron (2) | François Bayrou       | 14 (4)                                            | 21 (8+13+0+0)                                                                                            | 35    | 51%               |

#### Premier ministre
Le Premier ministre dirige l'action du Gouvernement. Il est responsable de la Défense nationale. Il assure l'exécution des lois. Sous réserve des dispositions de l'article 13, il exerce le pouvoir réglementaire et nomme aux emplois civils et militaires.
Il supplée, le cas échéant, le président de la République dans la présidence des conseils et comités supérieurs de la Défense nationale.
Il peut, à titre exceptionnel, le suppléer pour la présidence d'un conseil des ministres en vertu d'une délégation expresse et pour un ordre du jour déterminé.
Le Premier ministre n’est pas le supérieur hiérarchique de ses ministres, il n’a pas de moyen de les contraindre à prendre une mesure qu’ils se refusent à exécuter.

#### Ministres

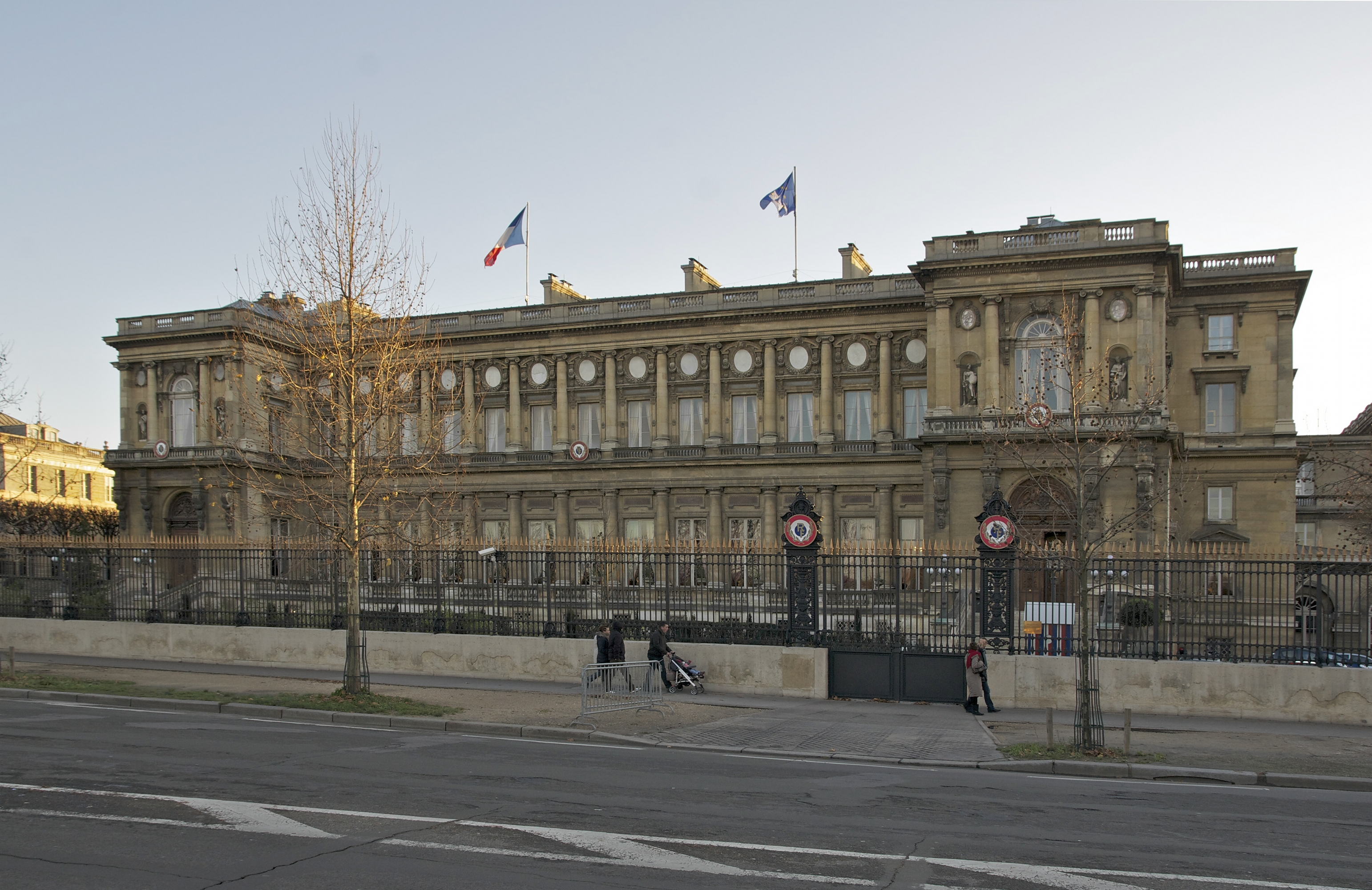
Hôtel du ministre des Affaires étrangères dit le « quai d'Orsay ».

Les ministres ont, selon les décrets d’attribution, autorité sur leurs administrations et exercent la tutelle des établissements publics.
Dans certains Gouvernements, un ou plusieurs ministres d’État sont nommés. C’est un titre honorifique pouvant être accordé à certains ministres et qui les place immédiatement après le Premier ministre dans l'ordre protocolaire. Ils peuvent organiser des réunions interministérielles, comme le Premier ministre. Par tradition, il leur est également permis de prendre la parole lors du Conseil des ministres pour donner leur avis sur un domaine non rattaché à leur portefeuille ministériel (il n'y a plus de ministres d'État sans portefeuille).
Dans certains Gouvernements (Chirac (1), Mauroy (3)), il a existé des ministres délégués et des secrétaires d’État qui n’étaient pas placés auprès du Premier ministre ou d’un ministre. Juridiquement, ils sont assimilés à des ministres.
Les actes du Premier ministre sont contresignés, le cas échéant, par les ministres chargés de leur exécution, ce qui est le cas en particulier des décrets.

#### Autres membres
Les autres membres du Gouvernement sont, généralement, les ministres délégués ou les secrétaires d’État, placés auprès d’un ministre. Plusieurs cas peuvent se présenter pour ceux-ci : 
- la plupart des gouvernements des présidences de François Mitterrand et de Jacques Chirac[52], ainsi que les gouvernements Castex[43] et Borne[44] sont composés de ministres délégués et de secrétaires d’État,
- les gouvernements Fillon (1)[33] et (2)[34] étaient composés, initialement, de secrétaires d’État et d’un haut-commissaire,
- les gouvernements Ayrault (1)[36] et (2)[37] étaient composés uniquement de ministres délégués,
- les gouvernements Valls (1)[38] et (2)[39], Cazeneuve[40] étaient composés uniquement de secrétaire d’État,
- les gouvernements Fillon (3)[35], Philippe (1)[41] et (2)[42] étaient composés de ministres auprès d’un ministre et de secrétaires d’État.

Contrairement à celles des ministres, les attributions des autres membres du Gouvernement peuvent être fixées par décret simple, et ils revêtent un caractère personnel.
Selon le décret d’attribution, les ministres délégués et secrétaires d’État placés auprès d’un ministre peuvent signer seul, pour le ministre titulaire et par délégation, tous arrêtés, circulaires, actes et décisions intervenant dans son domaine. Ils contresignent les décrets intervenant dans ce même domaine.
Traditionnellement, les ministres et ministres délégués participent chaque semaine au Conseil des ministres, alors que les secrétaires d’État « [ne] participent au Conseil des ministres [que] pour les affaires relevant de leurs attributions », sauf pour le porte-parole du gouvernement et le ministre chargé des Relations avec le Parlement, comme cela est précisé dans les décrets de composition du Gouvernement,,,,,,,,. Depuis 2020, les ministres délégués ne participent plus systématiquement au Conseil des ministres,,.

### Traitement
Depuis juillet 2022 (date de la dernière augmentation générale des fonctionnaires),
- la rémunération du Premier ministre est de 15 735 € bruts mensuels ;
- la rémunération des ministres et ministres délégués est de 10 490 € bruts mensuels ;
- la rémunération des secrétaires d’État est de 9 966 € bruts mensuels[56].

Les dépenses de représentation (événement officiel au sein du ministère, points presse, réception d'élus ou d'associations…) sont prises en charge et plafonnés, en année pleine, à :
- 150 000 € euros pour un ministre ;
- 120 000 € euros pour un ministre placé auprès d'un ministre ;
- 100 000 € pour un secrétaire d’État[57],[58].

### Statut juridictionnel
Contrairement au président de la République ou aux parlementaires, les membres du Gouvernement ne bénéficient pas d’une inviolabilité, ce qui signifie que des procédures sont possibles à leur encontre pour des faits commis en dehors de leurs fonctions.
Depuis la loi constitutionnelle du 27 juillet 1993, les membres du Gouvernement sont pénalement responsables des actes accomplis dans l'exercice de leurs fonctions et qualifiés crimes ou délits au moment où ils ont été commis. Ils sont jugés par la Cour de justice de la République composée de magistrats et de parlementaires.

### Incompatibilité avec d'autres fonctions

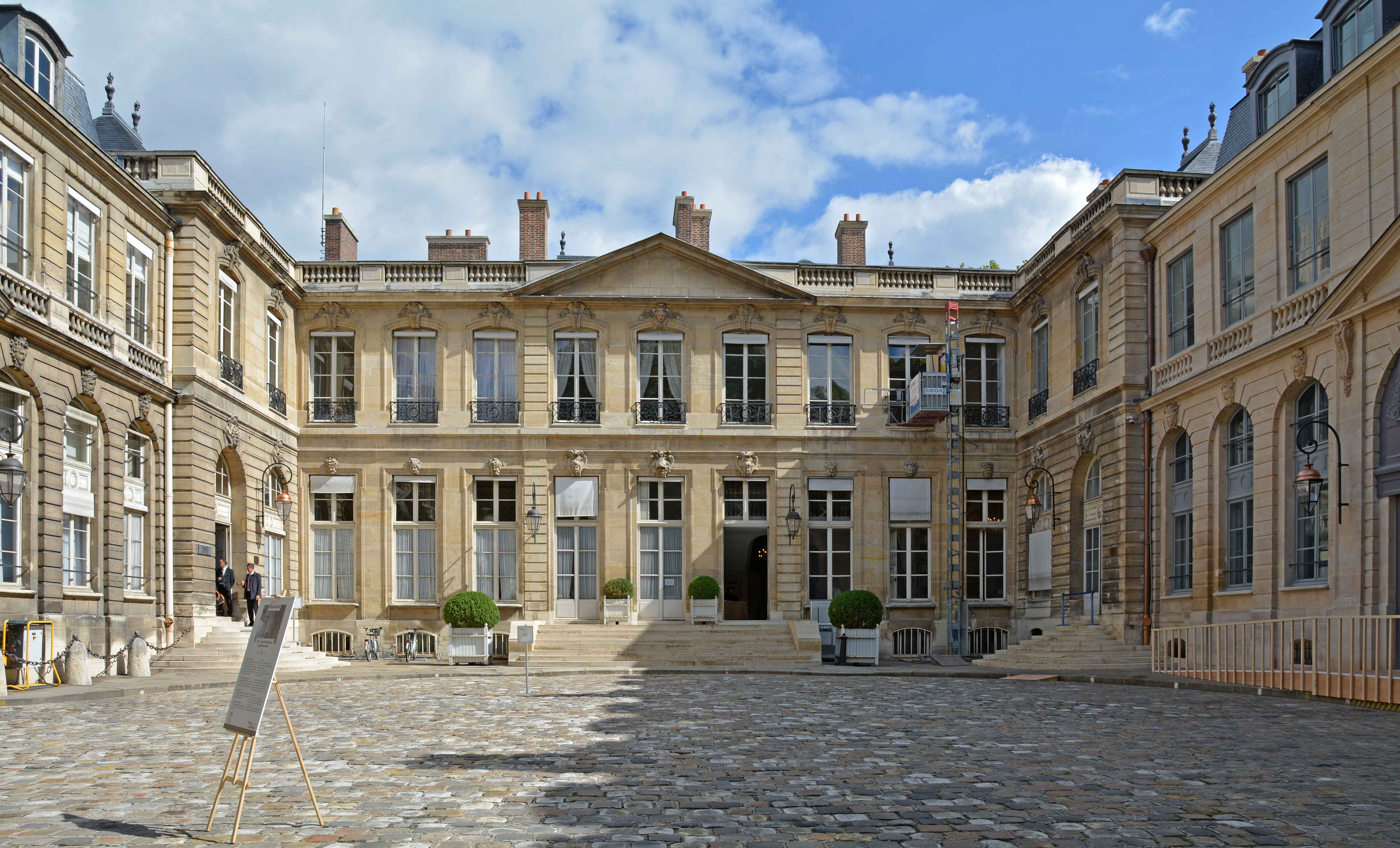
Hôtel de Roquelaure où siège le ministre de l’Écologie.

Les fonctions de membre du Gouvernement sont incompatibles avec l’exercice de tout mandat parlementaire, de toute fonction de représentation professionnelle à caractère national et de tout emploi public ou de toute activité professionnelle. Il s’agit là à la fois d'éviter le poids de certaines pressions ou influences extérieures sur les ministres et de leur permettre de se consacrer pleinement au travail gouvernemental.
Ils peuvent en revanche conserver leurs mandats locaux (maires, conseillers régionaux ou généraux, etc.). Lionel Jospin, lorsqu’il était Premier ministre, avait imposé un strict non-cumul d'une fonction gouvernementale avec celle d'élu local. Cette décision avait fait jurisprudence pour les gouvernements suivants avant d'être progressivement abandonnée, principalement sous la pression des intéressés qui souhaitaient conserver leurs mandats locaux, garants de la « pérennité » de leur implantation locale. La Constitution n'interdit pas à un ministre d'être chef d'un parti politique, et bien que cela fasse l’objet de controverses, la pratique est assez courante (Jacques Chirac en 1986, Nicolas Sarkozy de 2005 à 2007 et Christophe Castaner de 2017 à 2018).

### Prévention des conflits d'intérêts et situation fiscale
Depuis les lois relatives à la transparence de la vie publique de 2013 et les lois pour la confiance dans la vie politique de 2017, faisant elles-mêmes suite à plusieurs affaires, le président de la République peut, avant la nomination de tout membre du Gouvernement et à propos de la personne dont la nomination est envisagée, solliciter la transmission de diverses informations par le président de la Haute Autorité pour la transparence de la vie publique, par l'administration fiscale ou peut demander le bulletin n° 2 du casier judiciaire. Tout membre du Gouvernement, à compter de sa nomination, fait l'objet d'une procédure de vérification de sa situation fiscale.
Les membres du Gouvernement font des déclarations d’intérêts et de patrimoine à la Haute Autorité pour la transparence de la vie publique ; les déclarations sont rendues publiques sur le site de la Haute Autorité,. Il leur est interdit toute relation avec des entreprises dont ils ont la surveillance pendant leurs fonctions et durant les trois années qui suivent la fin de leurs fonctions.
Lorsqu'un membre du Gouvernement estime ne pas devoir exercer ses attributions en raison d'une situation de conflit d'intérêts, il en informe par écrit le Premier ministre. Un décret détermine, en conséquence, les attributions que le Premier ministre exerce à la place du ministre intéressé,.

### Fin de fonctions
La démission du Gouvernement, la démission du ministre ou sa révocation mettent fin à ses fonctions.
Un ministre peut démissionner pour raisons personnelles ou pour éviter une révocation formelle.
La révocation est prononcée de façon discrétionnaire par le président de la République sur proposition du Premier ministre. S'agissant d'un pouvoir discrétionnaire, l'empêchement définitif d'un ministre n'est pas régi par les textes législatifs. En pratique, le Premier ministre pourra choisir politiquement de mettre fin à la fonction d'un ministre dont l'autorité ou la probité auraient été mises en cause ; ainsi, quand même la mise en examen n'est pas un motif juridique d'empêchement, certains chefs de gouvernement appliquent la règle non écrite qui veut que tout ministre mis en examen démissionne : c'est la « jurisprudence » Bérégovoy-Balladur.
L'intérim doit être assuré en cas d'incapacité provisoire.

## Administrations sous l'autorité du Gouvernement
Lors de la nomination d’un ministre, un décret en Conseil d’État et en Conseil des ministres, définit précisément la composition du ministère, en listant les administrations sur lesquelles le ministre a autorité.
Le tableau suivant détaille les attributions de chaque ministre du gouvernement François Bayrou.
| Ministres                                                                                       | Directions de l’administration centrale sous l’autorité du ministre |
| ----------------------------------------------------------------------------------------------- | --- |
| Premier ministre, chargé de la planification écologique et énergétique                          | - Secrétariat général du Gouvernement (Premier ministre) - Secrétariat général des Affaires européennes (Premier ministre) - Secrétariat général de la Défense et de la Sécurité nationale (Premier ministre) - Secrétariat général de la Mer (Premier ministre) - Secrétariat général pour l'Investissement (Premier ministre) - Secrétariat général à la Planification écologique (Premier ministre) - Direction générale de l'Administration et de la Fonction publique (Premier ministre + Action publique) - Direction interministérielle du Numérique (Premier ministre + Action publique) - Direction interministérielle de la Transformation publique (Action publique) |
| Ministre de l’Action publique, de la Fonction publique et de la Simplification                  | - Secrétariat général du Gouvernement (Premier ministre) - Secrétariat général des Affaires européennes (Premier ministre) - Secrétariat général de la Défense et de la Sécurité nationale (Premier ministre) - Secrétariat général de la Mer (Premier ministre) - Secrétariat général pour l'Investissement (Premier ministre) - Secrétariat général à la Planification écologique (Premier ministre) - Direction générale de l'Administration et de la Fonction publique (Premier ministre + Action publique) - Direction interministérielle du Numérique (Premier ministre + Action publique) - Direction interministérielle de la Transformation publique (Action publique) |
| Ministre de l'Intérieur                                                                         | - Direction générale des Collectivités locales (Territoires) - Direction générale de la Police nationale (Intérieur) - Direction générale de la Sécurité intérieure (Intérieur) - Direction générale de la Gendarmerie nationale (Intérieur) - Direction générale des Étrangers en France (Intérieur) - Direction générale de la Sécurité civile et de la Gestion des crises (Intérieur) - Direction générale des Outre-mer (Outre-mer) - Secrétariat général du ministère de l’Intérieur |
| Ministre des Outre-mer                                                                          | - Direction générale des Collectivités locales (Territoires) - Direction générale de la Police nationale (Intérieur) - Direction générale de la Sécurité intérieure (Intérieur) - Direction générale de la Gendarmerie nationale (Intérieur) - Direction générale des Étrangers en France (Intérieur) - Direction générale de la Sécurité civile et de la Gestion des crises (Intérieur) - Direction générale des Outre-mer (Outre-mer) - Secrétariat général du ministère de l’Intérieur |
| Ministre de l’Aménagement du territoire et de la Décentralisation                               | - Direction générale de l’Aménagement, du Logement et de la Nature (Transition écologique + Territoires) - Direction générale de l'Énergie et du Climat (Transition écologique + Territoires + Économie) - Direction générale des Infrastructures, des Transports et des Mobilités (Territoires) - Direction générale de l'Aviation civile (Territoires) - Direction générale de la Prévention des risques (Transition écologique) - Direction générale des Affaires maritimes, de la Pêche et de l'Aquaculture (Transition écologique) - Secrétariat général du ministère de l’Écologie et du Développement durable                                                            |
| Ministre de la Transition écologique, de la Biodiversité, de la Forêt, de la Mer et de la Pêche | - Direction générale de l’Aménagement, du Logement et de la Nature (Transition écologique + Territoires) - Direction générale de l'Énergie et du Climat (Transition écologique + Territoires + Économie) - Direction générale des Infrastructures, des Transports et des Mobilités (Territoires) - Direction générale de l'Aviation civile (Territoires) - Direction générale de la Prévention des risques (Transition écologique) - Direction générale des Affaires maritimes, de la Pêche et de l'Aquaculture (Transition écologique) - Secrétariat général du ministère de l’Écologie et du Développement durable                                                            |
| Garde des Sceaux, ministre de la Justice                                                        | - Direction des services judiciaires - Direction des Affaires civiles et du Sceau - Direction des Affaires criminelles et des Grâces - Direction de l'Administration pénitentiaire - Direction de la Protection judiciaire de la jeunesse - Secrétariat général du ministère de la Justice |
| Ministre des Armées                                                                             | - État-major des armées (Président de la République) - Direction générale de l'Armement (Président de la République) - Secrétariat général pour l'Administration (Président de la République) - Direction générale de la Sécurité extérieure - Direction générale du Numérique et des Systèmes d'information et de communication - Direction générale des Relations internationales et de la Stratégie |
| Ministre de l'Europe et des Affaires étrangères                                                 | - Direction générale des Affaires politiques et de Sécurité - Direction générale de la Mondialisation, du Développement et des Partenariats - Direction générale de l'Administration et de la Modernisation - Direction de l'Union européenne - Secrétariat général du ministère des Affaires étrangères |
| Ministre du Travail, de la Santé, des Solidarités et des Familles                               | - Direction générale de la Santé (Travail) - Direction générale de l'Offre de soins (Travail) - Direction générale de la cohésion sociale (Travail + Md Égalité par délégation) - Direction générale du Travail (Travail) - Direction de la Sécurité sociale (Travail + Économie) - Secrétariat général des ministères chargés des affaires sociales |
| Ministre de la Culture                                                                          | - Direction générale des Patrimoines et de l'Architecture - Direction générale de la Création artistique - Direction générale des Médias et des Industries culturelles - Secrétariat général du ministère de la Culture |
| Ministre de l'Économie, des Finances et de la Souveraineté industrielle et numérique            | - Direction générale du Trésor - Direction générale de l’Institut national de la statistique et des études économiques - Direction générale de la Concurrence, de la Consommation et de la Répression des fraudes - Direction du Budget - Direction générale des Finances publiques - Direction générale des Douanes et Droits indirects - Direction générale des Entreprises - Secrétariat général des ministères économiques et financiers |
| Ministre de l'Éducation nationale, de l'Enseignement supérieur et de la Recherche               | - Direction générale de l'Enseignement scolaire (Éducation nationale) - Direction générale pour l'Enseignement supérieur et l'Insertion professionnelle (Éducation nationale) - Direction générale pour la Recherche et l'Innovation (Éducation nationale) - Direction de la Jeunesse, de l'Éducation populaire et de la Vie associative (Sports) - Direction des Sports (Sports) - Secrétariat général des ministères de l'Éducation nationale et de l'Enseignement supérieur et de la Recherche |
| Ministre des Sports, de la Jeunesse et de la Vie associative                                    | - Direction générale de l'Enseignement scolaire (Éducation nationale) - Direction générale pour l'Enseignement supérieur et l'Insertion professionnelle (Éducation nationale) - Direction générale pour la Recherche et l'Innovation (Éducation nationale) - Direction de la Jeunesse, de l'Éducation populaire et de la Vie associative (Sports) - Direction des Sports (Sports) - Secrétariat général des ministères de l'Éducation nationale et de l'Enseignement supérieur et de la Recherche |
| Ministre de l’Agriculture et de la Souveraineté alimentaire                                     | - Direction générale de la Performance économique et environnementale des entreprises - Direction générale de l'Alimentation - Direction générale de l'Enseignement et de la Recherche - Secrétariat général de ministère de l'Agriculture, de l'Agroalimentaire et de la Forêt |

### Budget
Le Gouvernement présente au Parlement chaque année une loi de finances, qui définit le budget de toutes les administrations de l'État. Après le vote de la loi, un décret précise le ministre responsable de chaque programme budgétaire. Les prélèvements au profit des collectivités territoriales et des Communautés européennes, ainsi que les comptes de la Sécurité sociale n’entrent pas dans ce budget.
Les crédits ouverts aux ministres par la loi de finances initiale pour 2025 au titre du budget général sont répartis conformément au tableau suivant.
| Mission                                                   | Montant en euros du crédit de paiement | Ministre disposant des crédits Les missions sont décomposées de plusieurs programmes. Lorsque plusieurs ministres sont indiqués, chacun est responsable d'un programme, au sein de la mission |
| --------------------------------------------------------- | -------------------------------------- | --- |
| Action et transformation publique                         |                                        | |
| Action extérieure de l'État                               | +003 456 994 135,                      | Ministre de l'Europe et des Affaires étrangères |
| Administration générale et territoriale de l'État         | +004 947 926 264,                      | Ministre de l’Intérieur |
| Agriculture, alimentation, forêt et affaires rurales      | +004 215 643 789,                      | Ministre de l'Agriculture et de la souveraineté alimentaire |
| Aide publique au développement                            | +004 372 603 793,                      | Ministre de l’Économie, des Finances et de la souveraineté industrielle et numérique, ministre de l'Europe et des Affaires étrangères |
| Anciens combattants, mémoire et liens avec la nation      | +001 854 494 628,                      | Ministre des Armées, Premier ministre |
| Cohésion des territoires                                  | +023 122 229 009,                      | Ministre de l'Aménagement du territoire et de la Décentralisation, Premier ministre |
| Conseil et contrôle de l’État                             | +000892 401 963,                       | Premier ministre |
| Crédits non répartis                                      | +000225 000 000,                       | Ministre de l’Économie, des Finances et de la souveraineté industrielle et numérique |
| Culture                                                   | +003 918 028 319,                      | Ministre de la Culture |
| Défense                                                   | +059 946 338 573,                      | Ministre des Armées |
| Direction de l'action du Gouvernement                     | +001 025 787 383,                      | Premier ministre |
| Écologie, développement et mobilité durable               | +021 704 135 923,                      | Ministre de l'Aménagement du territoire et de la Décentralisation, ministre de la Transition écologique, de la Biodiversité, de la Forêt, de la Mer et de la Pêche |
| Économie                                                  | +003 729 185 113,                      | Ministre de l’Économie, des Finances et de la souveraineté industrielle et numérique |
| Engagements financiers de l’État                          | +056 169 057 153,                      | Ministre de l’Économie, des Finances et de la souveraineté industrielle et numérique |
| Enseignement scolaire                                     | +088 642 000 013,                      | Ministre de l'Éducation nationale, de l'Enseignement supérieur et de la Recherche, Ministre de l'Agriculture et de la Souveraineté alimentaire |
| Gestion des finances publiques et des ressources humaines |                                        | |
| Gestion des finances publiques                            | +010 859 308 458,                      | Ministre de l’Économie, des Finances et de la souveraineté industrielle et numérique |
| Immigration, asile et intégration                         | +002 081 191 600,                      | Ministre de l’Intérieur |
| Investissements d'avenir                                  | +005 265 285 842,                      | Premier ministre |
| Justice                                                   | +012 682 852 196,                      | Garde des sceaux, ministre de la Justice |
| Médias, livre et industries culturelles                   | +000720 002 959,                       | Ministre de la Culture |
| Outre-mer                                                 | +002 980 130 886,                      | Ministre des Outre-mer |
| Plan de relance                                           |                                        | |
| Plan d’urgence face à la crise sanitaire                  |                                        | |
| Pouvoirs publics                                          | +001 137 842 143,                      | (non géré par le Gouvernement) |
| Recherche et enseignement supérieur                       | +030 909 249 677,                      | Ministre de l'Éducation nationale, de l'Enseignement supérieur et de la Recherche, ministre de l’Économie, des Finances et de la souveraineté industrielle et numérique, ministre de la Transition écologique, de la Biodiversité, de la Forêt, de la Mer et de la Pêche, ministre des Armées, ministre de l'Agriculture et de la souveraineté alimentaire |
| Régimes sociaux et de retraite                            | +005 991 769 184,                      | Ministre de l’Économie, des Finances et de la souveraineté industrielle et numérique, ministre de la Transition écologique, de la Biodiversité, de la Forêt, de la Mer et de la Pêche |
| Relations avec les collectivités territoriales            | +003 962 798 332,                      | Ministre de l'Aménagement du territoire et de la Décentralisation |
| Remboursements et dégrèvements                            | +148 305 620 991,                      | Ministre de l’Économie, des Finances et de la souveraineté industrielle et numérique |
| Santé                                                     | +001 482 029 644,                      | Ministre du Travail, de la Santé, des Solidarités et des Familles |
| Sécurités                                                 | +025 257 945 836,                      | Ministre de l’Intérieur |
| Solidarité, insertion et égalité des chances              | +030 308 709 514,                      | Ministre du Travail, de la Santé, des Solidarités et des Familles, Premier ministre |
| Sports, jeunesse et vie associative                       | +001 498 656 919,                      | Ministre des Sports, de la Jeunesse et de la Vie associative |
| Transformation et fonction publiques                      | +000722 117 623,                       | Ministre de l’Économie, des Finances et de la souveraineté industrielle et numérique, ministre de l'Action publique, de la Fonction publique et de la Simplification |
| Travail et emploi                                         | +020 009 645 382,                      | Ministre du Travail, de la Santé, des Solidarités et des Familles |
| Total                                                     | +582 396 983 244,                      | |

### Constitution de 1958
La première source de l’article est la Constitution de 1958 dans sa version actuelle. Il est possible également de se reporter à l’article Constitution française du 4 octobre 1958.
1. ↑  Article 39 de la Constitution
2. 1 2 3 4  Article 21 de la Constitution
3. ↑  Article 37 de la Constitution
4. ↑  Article 49 de la Constitution
5. ↑  Article 35 de la Constitution
6. ↑  Articles 28 et 29 de la Constitution.
7. ↑  Article 9 de la Constitution.
8. ↑  Article 13 de la Constitution.
9. ↑  Article 36 de la Constitution.
10. 1 2  Article 8 de la Constitution.
11. ↑  Article 50 de la Constitution.
12. ↑  Article 22 de la Constitution
13. ↑  Loi constitutionnelle no 93-952 du 27 juillet 1993 portant révision de la Constitution du 4 octobre 1958 et modifiant ses titres VIII, IX, X et XVI
14. ↑  Article 68-1 de la Constitution
15. ↑  Article 23 de la Constitution

### Autres références
- Cet article est partiellement ou en totalité issu de l'article intitulé « Ministre » (voir la liste des auteurs).

1. ↑  Favoreu et al. 2021, no 993.
2. ↑  Loi no 55-385 du 3 avril 1955 relative à l’état d'urgence.
3. ↑  Dulong 1974, p. 138
4. 1 2  La coordination du travail interministériel 2007, p. 2
5. ↑  Circulaire du 6 juin 1997 relative à l'organisation du travail gouvernemental
6. ↑  Circulaire relative à l'organisation du travail interministériel, 30 octobre 2015 (lire en ligne)
7. ↑  Circulaire du 24 mai 2017 relative à une méthode de travail gouvernemental exemplaire, collégiale et efficace
8. ↑  Dulong 1974, p. 142
9. ↑  Jean-Marc Guislin, « Président du Conseil (IIIe et IVe République », dans Jean-François Sirinelli (direction), Dictionnaire de la vie politique française au XXe siècle, Presses universitaires de France, Paris, 1995  (ISBN 2-13-046-784-9), p. 843–847
10. ↑  Décret no 2017-143 du 8 février 2017 portant création du comité interministériel de l'aide aux victimes
11. ↑  Décret no 60-1219 du 19 novembre 1960 portant création d'un comité interministériel permanent pour les problèmes d'action régionale et d'aménagement du territoire, Décret no 95-414 du 19 avril 1995 relatif au comité interministériel d'aménagement et de développement du territoire et pris pour l'application de l'article 33 de la loi no 95-115 du 4 février 1995 d'orientation pour l'aménagement et le développement du territoire, Décret no 2005-1270 du 12 octobre 2005 relatif à la création du comité interministériel d'aménagement et de compétitivité des territoires
12. ↑  Décret no 98-66 du 4 février 1998 portant création du comité interministériel de la coopération internationale et du développement
13. ↑  Décret no 2003-145 du 21 février 2003 portant création du comité interministériel pour le développement durable
14. ↑  Décret no 2005-1283 du 17 octobre 2005 relatif au comité interministériel sur l’Europe et au secrétariat général des affaires européennes
15. ↑  Décret no 2009-1367 du 6 novembre 2009 portant création du comité interministériel du handicap
16. ↑  Décret no 82-367 du 30 avril 1982 portant création d'un comité interministériel de la jeunesse
17. ↑  Décret no 2005-544 instituant un comité interministériel de contrôle de l'immigration
18. ↑  Décret no 2003-1164 du 8 décembre 2003 portant création du comité interministériel de lutte contre le racisme, l'antisémitisme et la haine envers les personnes lesbiennes, gays, bi et trans
19. ↑  Décret no 2006-52 du 22 novembre 1995 relatif au comité interministériel de la mer et au secrétariat général de la mer
20. ↑  Décret no 2006-52 du 17 janvier 2006 instituant un comité interministériel de prévention de la délinquance et décret no 2016-553 du 6 mai 2016 portant modifications de dispositions relatives à la prévention de la délinquance
21. ↑  Décret no 2009-177 du 16 février 2009 portant création du comité interministériel des réseaux internationaux de l'Etat
22. ↑  Décret no 2017-1586 du 20 novembre 2017 relatif au comité interministériel de la transformation publique et au délégué interministériel à la transformation publique
23. ↑  Décret no 75-360 du 15 mai 1975 relatif au comité interministériel de la sécurité routière
24. ↑  Article 6 du décret no 88-1015 du 28 octobre 1988 portant création d'un conseil national et d'un comité interministériel des villes et du développement social urbain et d'une délégation interministérielle à la ville et au développement social urbain, article 5 du décret no 2009-539 du 14 mai 2009 relatif aux instances chargées de la politique de la ville, article 5 du décret no 2015-77 du 27 janvier 2015 relatif aux instances chargées de la politique de la ville.
25. ↑  La coordination du travail interministériel 2007, p. 8 de l'annexe 4
26. 1 2  Assemblée Nationale, « Fiche de synthèse : Le Gouvernement - Rôle et pouvoirs de l'Assemblée nationale - Assemblée nationale », sur www2.assemblee-nationale.fr (consulté le 15 septembre 2021)
27. 1 2  Granger 2013, introduction, § 2, p. 336.
28. ↑  Granger 2013, introduction, § 4, p. 336.
29. ↑  Conseil constitutionnel, décision no 69-56 L du 9 juillet 1969 (ECLI:FR:CC:1969:69.56.L) [« Nature juridique de certaines dispositions de l'article 1er de la loi no 61-1382 du 19 décembre 1961 instituant un centre d'études spéciales (CNES) et de l'article 1er de la loi no 67-7 du 3 janvier 1967 portant création d'organismes de recherche (CNEXO, ANVAR et IRIA) : réglementaire »].
30. ↑  Loi no 45-01 du 24 novembre 1945 relative aux attributions des ministres du Gouvernement provisoire de la République et à l'organisation des ministères, dans Journal officiel de la République française, vol. 70e an., no 278, 25 nov. 1945, p. 7826, col. 1 (version initiale).
31. ↑  Granger 2013, introduction.
32. ↑  Décret no 59-178 du 22 janvier 1959 relatif aux attributions des ministres, dans Journal officiel de la République française, vol. 91e an., no 19, 23 janv. 1959, p. 1171, col. 1 (version initiale).
33. 1 2 3  ,Décret du 18 mai 2007 relatif à la composition du Gouvernement
34. 1 2 3  Décret du 19 juin 2007 relatif à la composition du Gouvernement
35. 1 2  Décret du 14 novembre 2010 relatif à la composition du Gouvernement
36. 1 2 3  Décret du 16 mai 2012 relatif à la composition du Gouvernement
37. 1 2 3  Décret du 21 juin 2012 relatif à la composition du Gouvernement
38. 1 2 3  Décrets du 2 avril 2014 et du 9 avril 2014 relatifs à la composition du Gouvernement
39. 1 2 3  Décret du 26 août 2014 relatif à la composition du Gouvernement
40. 1 2 3  Décret du 6 décembre 2016 relatif à la composition du Gouvernement
41. 1 2 3  Décret du 17 mai 2017 relatif à la composition du Gouvernement
42. 1 2 3  Décret du 21 juin 2017 relatif à la composition du Gouvernement
43. 1 2 3  Décrets du 6 juillet 2020 et du 26 juillet 2020 relatifs à la composition du Gouvernement
44. 1 2 3  Décret du 20 mai 2022 relatif à la composition du Gouvernement
45. ↑  Décret du 11 janvier 2024 relatif à la composition du Gouvernement
46. ↑  Décret du 21 septembre 2024 relatif à la composition du Gouvernement
47. ↑  « Ministre d'État, ministre, ministre délégué, secrétaire d'État : quelles différences ? », sur Vie-publique.fr, 8 juillet 2018
48. ↑  Granger 2013, II, B§ 15, p. 340.
49. ↑  BFMTV, « Quelles différences entre ministre d'Etat et ministre? », sur BFMTV (consulté le 18 mai 2017)
50. ↑  Granger 2013, I, A, 2, § 15, p. 340.
51. 1 2  Secrétariat général du gouvernement et Conseil d'État, Guide de légistique, 2017 (lire en ligne) § 3.9 Signatures et contreseings
52. ↑  « A quoi servent les secrétaires d'Etat ? », Vosges Matin,‎ 26 juillet 2020 (lire en ligne)
53. ↑  Granger 2013, I, A, 2, § 14, p. 340.
54. ↑  Granger 2013, I, B, 2, § 21, p. 340.
55. ↑  Jean Gicquel et Jean-Éric Gicquel, « Chronique constitutionnelle française », Pouvoirs,‎ 2021 (lire en ligne)
56. ↑  Voir Article détaillé pour les références
57. ↑  Régis Juanico, Christine Pirès-Beaune et Mathieu Caron, Rendre plus transparent le train de vie du Gouvernement, 17 juillet 2019 (lire en ligne) et Régis Juanico, Christine Pirès-Beaune et Mathieu Caron, « Matignon : secret dépense ! », Libération,‎ 19 juin 2019 (lire en ligne)
58. ↑  « Question no 16056 », sur assemblee-nationale.fr
59. ↑  Aurélie Rossignol, « Ministre et chef de parti : avant Castaner, la droite championne du cumul », Le Parisien,‎ 23 novembre 2017 (lire en ligne)
60. ↑  Article 8-1 de la loi n° 2013-907 du 11 octobre 2013 relative à la transparence de la vie publique
61. ↑  Article 9 de la loi n° 2013-907 du 11 octobre 2013 relative à la transparence de la vie publique
62. ↑  Article 4 de la loi n° 2013-907 du 11 octobre 2013 relative à la transparence de la vie publique
63. ↑  Décret no 2013-1212 du 23 décembre 2013 relatif aux déclarations de situation patrimoniale et déclarations d’intérêts adressées à la Haute Autorité pour la transparence de la vie publique.
64. ↑  Articles 432-12 et 432-13 du code pénal.
65. ↑  Article 2 de la loi n° 2013-907 du 11 octobre 2013 relative à la transparence de la vie publique
66. ↑  Article 2-1 du décret n°59-178 du 22 janvier 1959 relatif aux attributions des ministres
67. ↑  La fonction du Premier Ministre, site du Gouvernement français, consulté le 31/07/2013
68. ↑  Robert Etien, L'encadrement constitutionnel de la responsabilité de la puissance publique, Actes du colloque : Vers de nouvelles normes en droit de la responsabilité publique, Sénat, 11-12 mai 2001.
69. ↑  Décret no 2025-31 du 8 janvier 2025 relatif aux attributions du ministre de l'action publique, de la fonction publique et de la simplification
70. ↑  Décret no 2025-15 du 8 janvier 2025 relatif aux attributions du ministre d'État, ministre de l'Intérieur
71. ↑  Décret no 2013-728 du 12 août 2013 portant organisation de l'administration centrale du ministère de l'Intérieur et du ministère des Outre-mer
72. ↑  Décret no 2025-13 du 8 janvier 2025 relatif aux attributions du ministre d'État, ministre des outre-mer
73. ↑  Décret no 2025-25 du 8 janvier 2025 relatif aux attributions du ministre de l'Aménagement du territoire et de la Décentralisation
74. ↑  Décret no 2008-680 du 9 juillet 2008 portant organisation de l'administration centrale du ministère de l'Écologie, de l'Énergie, du Développement durable et de l'Aménagement du territoire
75. ↑  Décret no 2025-29 du 8 janvier 2025 relatif aux attributions du ministre de la Transition écologique, de la Biodiversité, de la Forêt, de la Mer et de la Pêche
76. ↑  Décret no 2008-689 du 9 juillet 2008 relatif à l'organisation du ministère de la Justice
77. ↑  Article R*3111-1 du code de la Défense.
78. ↑  Décret no 2009-1178 du 5 octobre 2009 portant organisation de l'administration centrale du ministère de la Défense
79. ↑  Décret no 2025-28 du 8 janvier 2025 relatif aux attributions du ministre de l'Europe et des Affaires étrangères
80. ↑  Décret no 2012-1511 du 28 décembre 2012 portant organisation de l'administration centrale du ministère des Affaires étrangères
81. ↑  Décret no 2025-17 du 8 janvier 2025 relatif aux attributions du ministre du Travail, de la Santé, des Solidarités et des Familles
82. ↑  Décret no 2025-89 du 31 janvier 2025 relatif aux attributions de la ministre déléguée auprès du Premier ministre, chargée de l'égalité entre les femmes et les hommes et de la lutte contre les discriminations
83. ↑  Décret no 2000-685 du 21 juillet 2000 relatif à l'organisation de l'administration centrale du ministère de l'Emploi et de la Solidarité et aux attributions de certains de ses services, Décret no 2013-727 du 12 août 2013 portant création, organisation et attributions d’un secrétariat général des ministères chargés des Affaires sociales
84. ↑  Décret no 2025-24 du 8 janvier 2025 relatif aux attributions du ministre de la Culture
85. ↑  Décret no 2009-1393 du 11 novembre 2009 relatif aux missions et à l'organisation de l'administration centrale du ministère de la Culture et de la Communication
86. ↑  Décret no 2025-20 du 8 janvier 2025 relatif aux attributions du ministre de l'Économie, des Finances et de la Souveraineté industrielle et numérique
87. ↑  Décret no 2010-444 du 30 avril 2010 relatif aux attributions du secrétaire général du ministère de l'Économie, de l'Industrie et de l'Emploi et du ministère du Budget, des Comptes publics et de la Réforme de l'État et portant création d'un secrétariat général
88. ↑  Décret no 2025-11 Décret n° 2025-11 du 8 janvier 2025 relatif aux attributions du ministre d'État, ministre de l'Éducation nationale, de l'Enseignement supérieur et de la Recherche
89. ↑  Décret no 2014-133 du 17 février 2014 fixant l'organisation de l'administration centrale des ministères de l'Éducation nationale et de l'Enseignement supérieur et de la Recherche
90. ↑  Décret no 2025-32 du 8 janvier 2025 relatif aux attributions du ministre des Sports, de la Jeunesse et de la Vie associative
91. ↑  Décret no 2025-30 du 8 janvier 2025 relatif aux attributions du ministre de l'Agriculture et de la Souveraineté alimentaire
92. ↑  Décret no 2008-636 du 30 juin 2008 fixant l'organisation de l'administration centrale du ministère chargé de l'Agriculture, de l'Alimentation et de la Pêche
93. ↑  Article 139 et annexe état B de la loi 14 février 2025 de finances pour 2025
94. ↑  Décret n° 2025-135 du 14 février 2025 pris en application de l'article 44 de la loi organique n° 2001-692 du 1er août 2001 au titre de la loi n° 2025-127 du 14 février 2025 de finances pour 2025